# Tineke Hidding

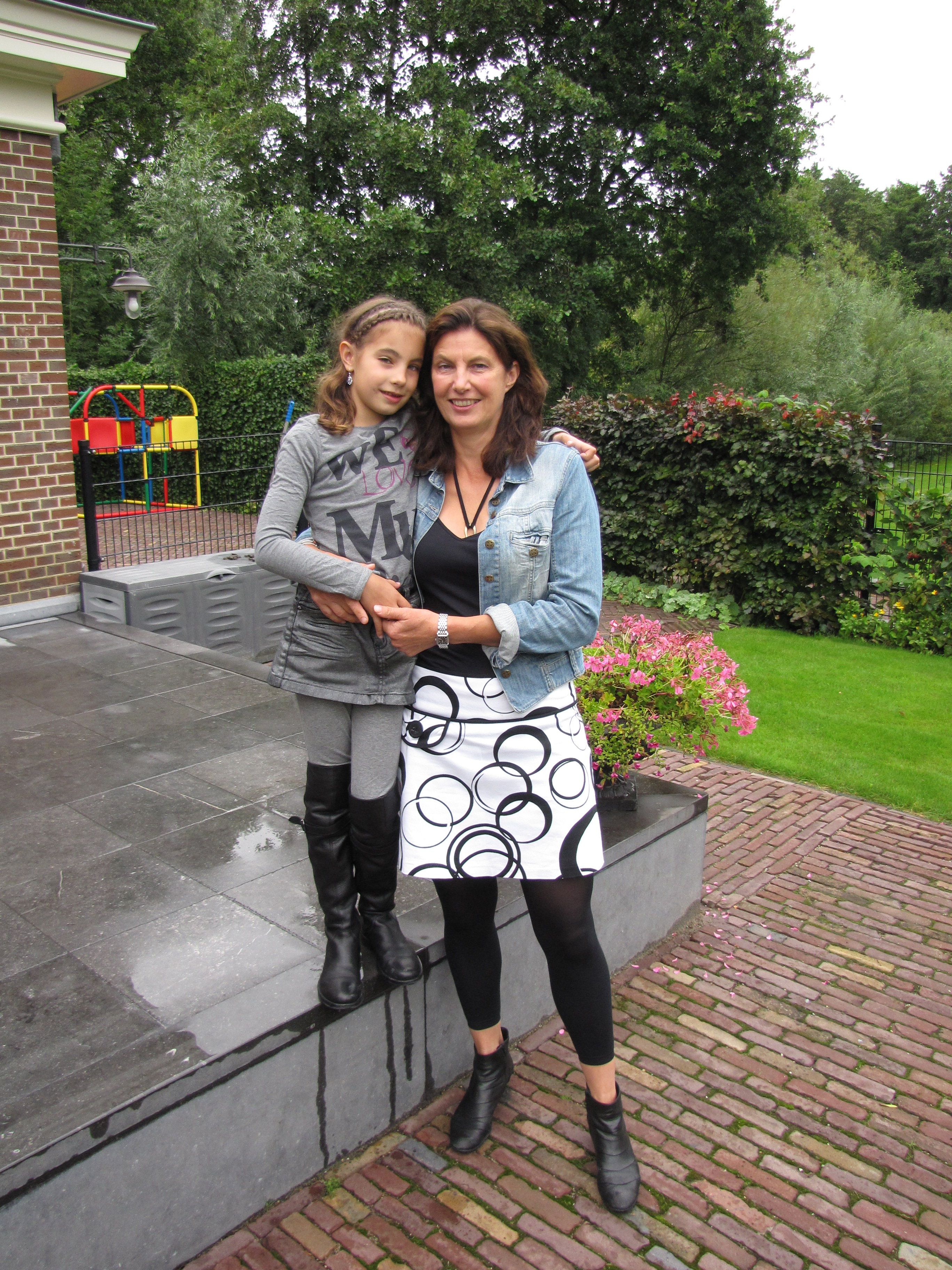
Tineke Hidding mit ihrer Tochter (2010)

Jantien „Tineke“ Jolanda Alida Hidding (* 28. Juli 1959 in Deventer) ist eine ehemalige niederländische Leichtathletin, die vor allem im Siebenkampf erfolgreich war.

## Sportliche Karriere
Die 1,74 Meter große Hidding startete für Hera in Heerhugowaard. Sie war niederländische Meisterin im Siebenkampf 1982, 1984, 1986, 1987, 1989 und 1990. Schon 1978 hatte sie im Fünfkampf gewonnen. Hinzu kamen Meistertitel im 100-Meter-Hürdenlauf 1979, 1980, 1984 und 1986 sowie im Weitsprung 1980, 1984 und 1985. In der Halle gewann sie 1980, 1981 und 1990 im 60-Meter-Hürdenlauf, 1980, 1989 und 1990 im Weitsprung. Im Fünfkampf wurde sie von 1980 bis 1990 neunmal Hallenmeisterin.
Bei den Junioreneuropameisterschaften 1977 in Donezk belegte Hidding mit der 4-mal-100-Meter-Staffel den fünften Platz.
1982 bei den Europameisterschaften in Athen erreichte Hidding im Siebenkampf 6016 Punkte und belegte damit den neunten Platz. Im Jahr darauf bei den Weltmeisterschaften in Helsinki verbesserte sie den niederländischen Rekord auf 6155 Punkte und erreichte den achten Rang. Bei den Olympischen Spielen 1984 in Los Angeles kam sie mit 6147 Punkten fast an ihre Bestleistung heran und belegte den siebten Platz.
1986 war eine andere Punktwertung in Kraft, nach der ihr Rekord von 1983 noch 6103 Punkte wert war. Bei den Europameisterschaften in Stuttgart erkämpfte Hidding 5966 Punkte und belegte den elften Rang. 1987 bei den Weltmeisterschaften in Rom gelangen ihr 6040 Punkte, sie wurde damit 13. unter 25 Teilnehmerinnen. Nachdem sie seit 1982 jeweils ihren Siebenkampf bei den großen internationalen Meisterschaften vollständig absolviert hatte, schied sie bei den Olympischen Spielen 1988 in Seoul bereits in der ersten Disziplin aus. 1989 war Den Haag Austragungsort der Halleneuropameisterschaften. Hidding trat im Weitsprung an und wurde Siebte mit 6,33 Meter.

## Bestleistungen
- 100 Meter Hürden: 13,70 Sekunden am 3. August 1984 in Los Angeles[11]
- Weitsprung: 6,61 Meter am 23. Juli 1988 in Rosendaal
  - Weitsprung: 6,54 Meter am 17. Februar 1990 in Den Haag (Halle)
- Siebenkampf: 6155 Punkte am 8./9. August 1983 in Helsinki (alte Punktwertung, nach neuer Punktwertung 6103 Punkte)